# Justin de Haas
Justin de Haas (Zaandam, 1 februari 2000) is een Nederlands voetballer die doorgaans als verdediger speelt.

## Carrière
De Haas speelde tot 2015 in de jeugd van KFC, waarna hij die verruilde voor die van AZ. Hij debuteerde in 2016 in de Nederlandse vertegenwoordigende jeugdelftallen. De Haas maakte op 12 oktober 2018 zijn debuut in het betaald voetbal. Hij speelde toen met Jong AZ met 2-2 gelijk thuis tegen Jong FC Utrecht, in de Eerste divisie. Hij kwam in de 69e minuut in het veld voor Richard Sedláček. De Haas speelde in totaal zes wedstrijden voor Jong AZ en zat eenmaal op de bank bij het eerste elftal van AZ. De Haas tekende in april 2019 een contract tot medio 2021 bij PSV, ingaand op 1 juli van dat jaar. Hier speelde hij voor Jong PSV, en zat eenmaal op de bank bij het eerste elftal. Op 16 februari 2021 werd hij verhuurd aan GNK Dinamo Zagreb waar hij aansluit bij het tweede team dat in 2. HNL uitkomt. Na een half jaar maakte hij transfervrij de overstap naar stadgenoot NK Lokomotiva Zagreb, wat op het hoogste niveau van Kroatië speelt. In 2023 maakte hij de overstap naar het Portugese FC Famalicão.

## Clubstatistieken
| Seizoen     | Club                 | Competitie     | Competitie | Competitie | Competitie | Beker | Beker | Beker | Internationaal | Internationaal | Internationaal | Totaal | Totaal | Totaal |
| Seizoen     | Club                 | Competitie     | Wed.       | Dlp.       | Ass.       | Wed.  | Dlp.  | Ass.  | Wed.           | Dlp.           | Ass.           | Wed.   | Dlp.   | Ass.   |
| ----------- | -------------------- | -------------- | ---------- | ---------- | ---------- | ----- | ----- | ----- | -------------- | -------------- | -------------- | ------ | ------ | ------ |
| 2018/19     | Jong AZ              | Eerste divisie | 6          | 0          | 0          | —     | —     | —     | —              | —              | —              | 6      | 0      | 0      |
| Club Totaal | Club Totaal          | Club Totaal    | 6          | 0          | 0          | 0     | 0     | 0     | 0              | 0              | 0              | 6      | 0      | 0      |
| 2019/20     | Jong PSV             | Eerste divisie | 14         | 0          | 0          | —     | —     | —     | —              | —              | —              | 14     | 0      | 0      |
| 2020/21     | Jong PSV             | Eerste divisie | 11         | 1          | 2          | —     | —     | —     | —              | —              | —              | 11     | 1      | 2      |
| Club Totaal | Club Totaal          | Club Totaal    | 25         | 1          | 2          | 0     | 0     | 0     | 0              | 0              | 0              | 25     | 1      | 2      |
| 2020/21     | → Dinamo Zagreb II   | 2. HNL         | 15         | 0          | 3          | 0     | 0     | 0     | —              | —              | —              | 15     | 0      | 3      |
| Club Totaal | Club Totaal          | Club Totaal    | 15         | 0          | 3          | 0     | 0     | 0     | 0              | 0              | 0              | 15     | 0      | 3      |
| 2021/22     | NK Lokomotiva Zagreb | 1. HNL         | 20         | 0          | 0          | 2     | 0     | 0     | —              | —              | —              | 22     | 0      | 0      |
| 2022/23     | NK Lokomotiva Zagreb | HNL            | 12         | 0          | 0          | 1     | 0     | 0     | —              | —              | —              | 13     | 0      | 0      |
| Club Totaal | Club Totaal          | Club Totaal    | 32         | 0          | 0          | 3     | 0     | 0     | 0              | 0              | 0              | 35     | 0      | 0      |
| TOTAAL      | TOTAAL               | TOTAAL         | 78         | 1          | 5          | 3     | 0     | 0     | 0              | 0              | 0              | 81     | 1      | 5      |

Bijgewerkt t/m 8 juni 2022.